# Manato Shinada
Manato Shinada (jap. 品田 愛斗, Shinada Manato; * 19. September 1999 in der Präfektur Saitama) ist ein japanischer Fußballspieler.

## Karriere
Manato Shinada erlernte das Fußballspielen in der Jugendmannschaft vom FC Tokyo. Hier unterschrieb er 2018 auch seinen ersten Profivertrag. Der Verein, der in der Präfektur Tokio beheimatet ist, spielte in der höchsten Liga des Landes, der J1 League. Die U23-Mannschaft des Vereins spielte in der dritten Liga, der J3 League. Bisher spielte er zwanzigmal in der ersten Mannschaft und 63-mal in der U-23 des Vereins. Auch in der AFC Champions League absolvierte Shinada eine Partie für Tokyo. Zu Beginn der Saison 2023 wechselte er auf Leihbasis zum Zweitligisten Ventforet Kofu. Für den Verein aus Kōfu bestritt er zwanzig Zweitligaspiele, und nach seiner Rückkehr folgte kurze Zeit später eine erneute Leihe zu JEF United Ichihara Chiba, der ebenfalls in der J2 League aktiv war. Hier bestritt er 24 Ligaspiele. Nach der Ausleihe wurde Shinada am 1. Februar 2025 von JEF United fest unter Vertrag genommen.